# Gimsøya
Gimsøya (en norvégien : « l'île de Gims ») est une île de l'archipel des Lofoten, en Norvège.

## Géographie

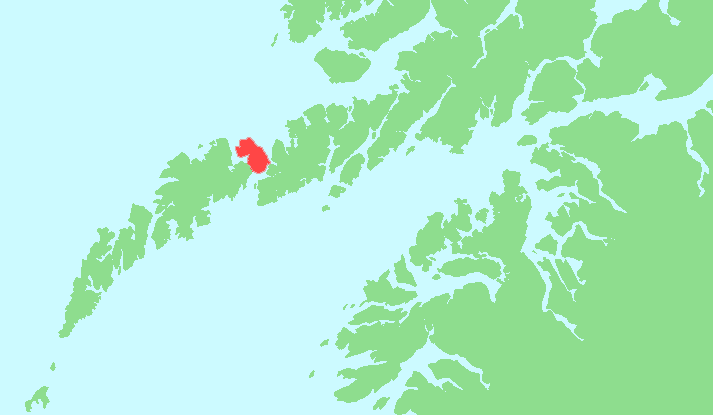
Localisation de Gimsøya (en rouge) dans l'archipel des Lofoten.

Gimsøya est située entre les îles d'Austvåg (Austvågøya) à l'est, de l'autre coté du détroit Gimsøystraumen, et de Vestvåg (Vestvågøya) à l'ouest, de l'autre coté du détroit Sundklakkstraumen.
Avec une superficie de 46,4 km2, Gimsøya est la plus petite des îles principales des Lofoten. Elle culmine à 767 m d'altitude au sommet du Svarttinden.
Administrativement, Gimsøya fait partie de la kommune de Vågan.

## Transport

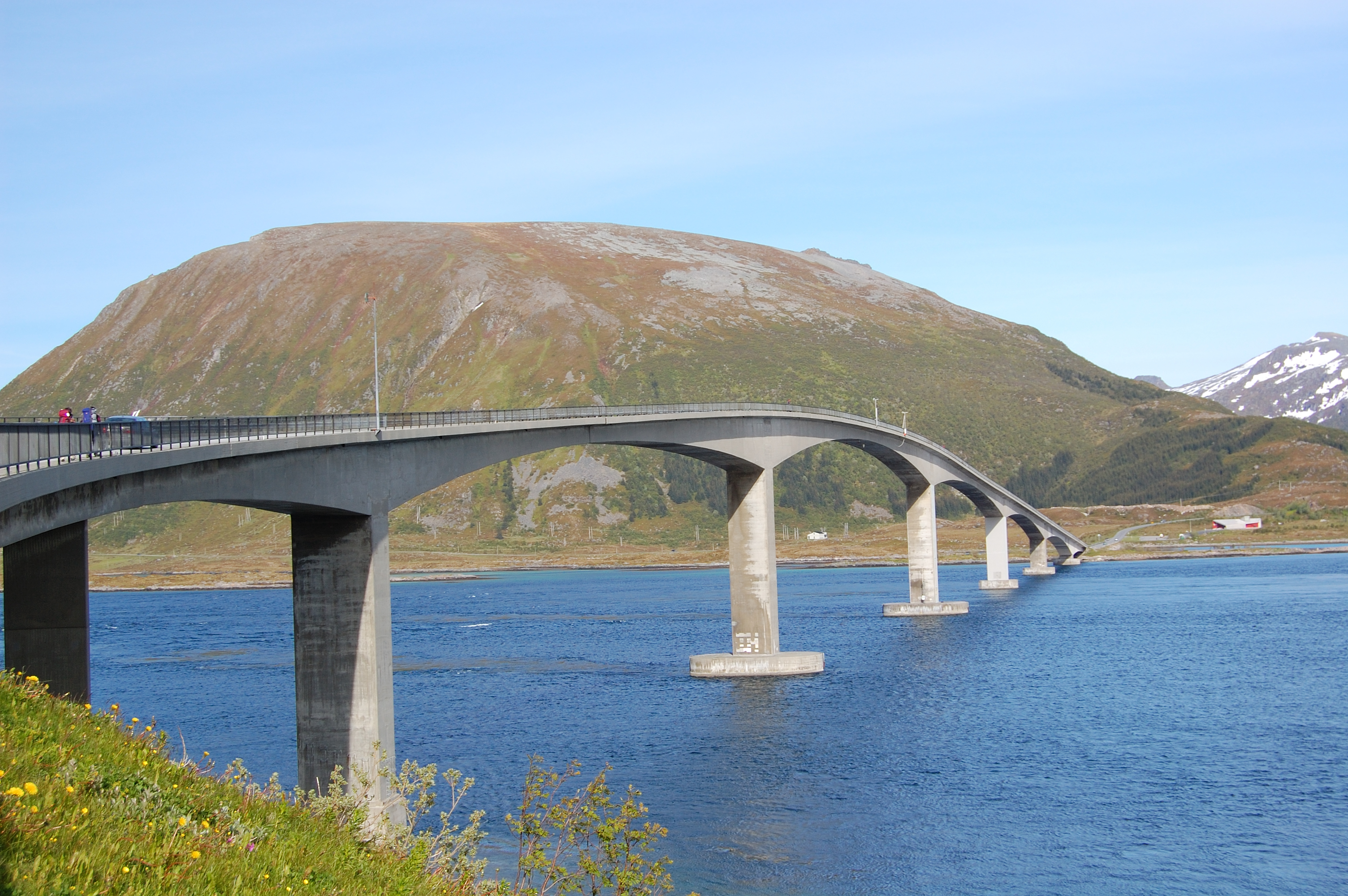
Le pont reliant Gimsøya à Austvågøya.

Gimsøya est reliée à Vestvågøya par le pont Sundklakkstraumen brua et à Austvågøya par le pont Gimsøystraumen brua.